# Hlöðufell
Hlöðufell är ett berg i republiken Island. Det ligger i regionen Suðurland, 70 km öster om huvudstaden Reykjavík. Toppen på Hlöðufell är 1 186 meter över havet, eller 648 meter över den omgivande terrängen. Bredden vid basen är 3,9 km.
Trakten runt Hlöðufell är nära nog obefolkad, med mindre än två invånare per kvadratkilometer. Det finns inga samhällen i närheten. Trakten runt Hlöðufell består i huvudsak av gräsmarker.